# Elaeagnus macrophylla
Маслинка широколиста (Elaeagnus macrophylla) — вид квіткової рослини, що походить зі Східної Азії .

## Опис
Це великий розлогий вічнозелений кущ із круглим блискучим листям, яке в молодому віці сріблясте. Виростає до 4 м у висоту та розростається на 8 м в ширину. Цвіте ароматними кремовими квітами восени, після з’являються червоні плоди навесні. 

## Гібриди
Elaeagnus × submacrophylla, раніше відомий як Elaeagnus × ebbingei, є гібридом Elaeagnus × submacrophylla та Elaeagnus pungens . Гібрид і його культивари вирощують в садах як декоративні рослини. 

## Світлини

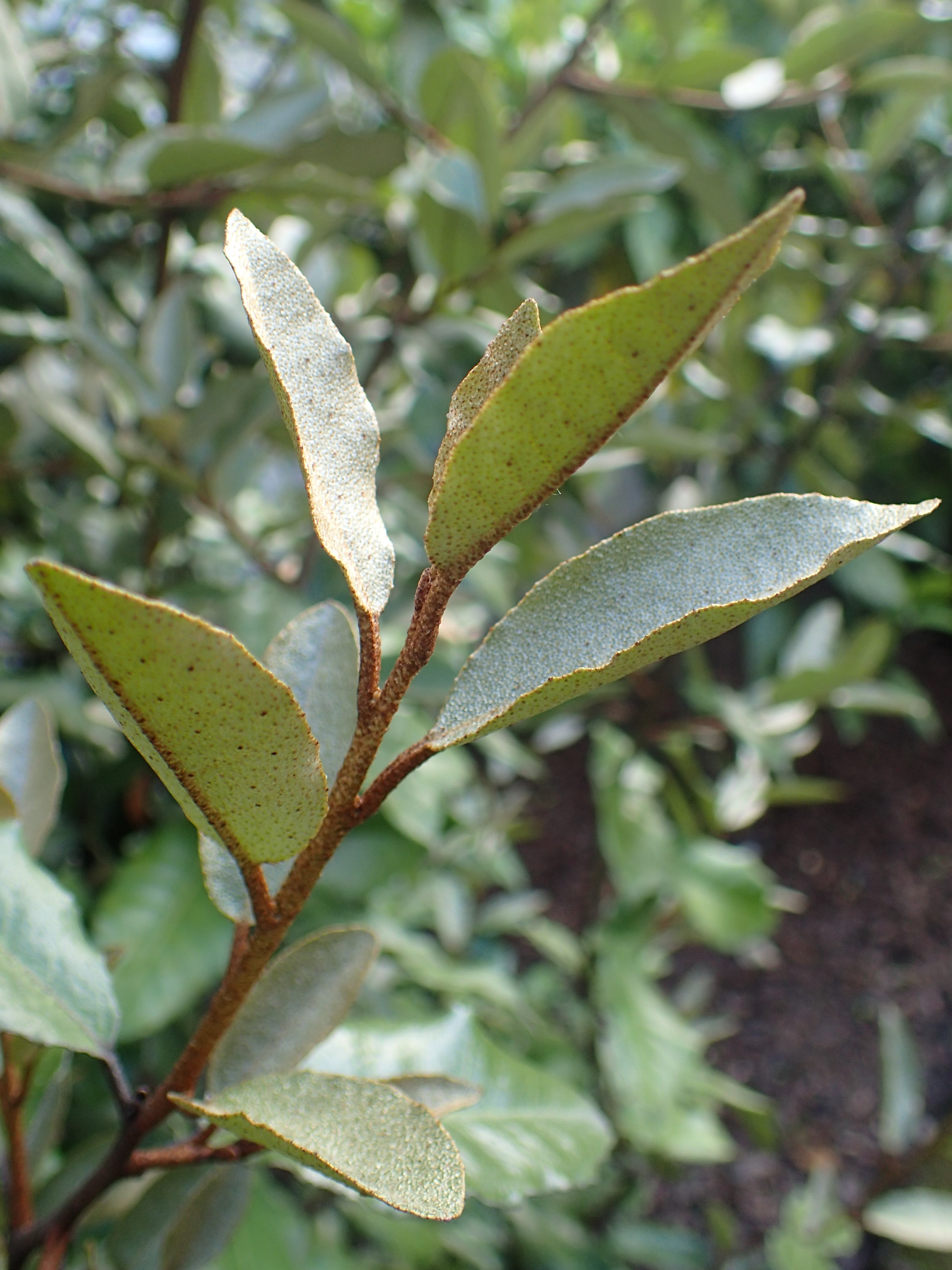
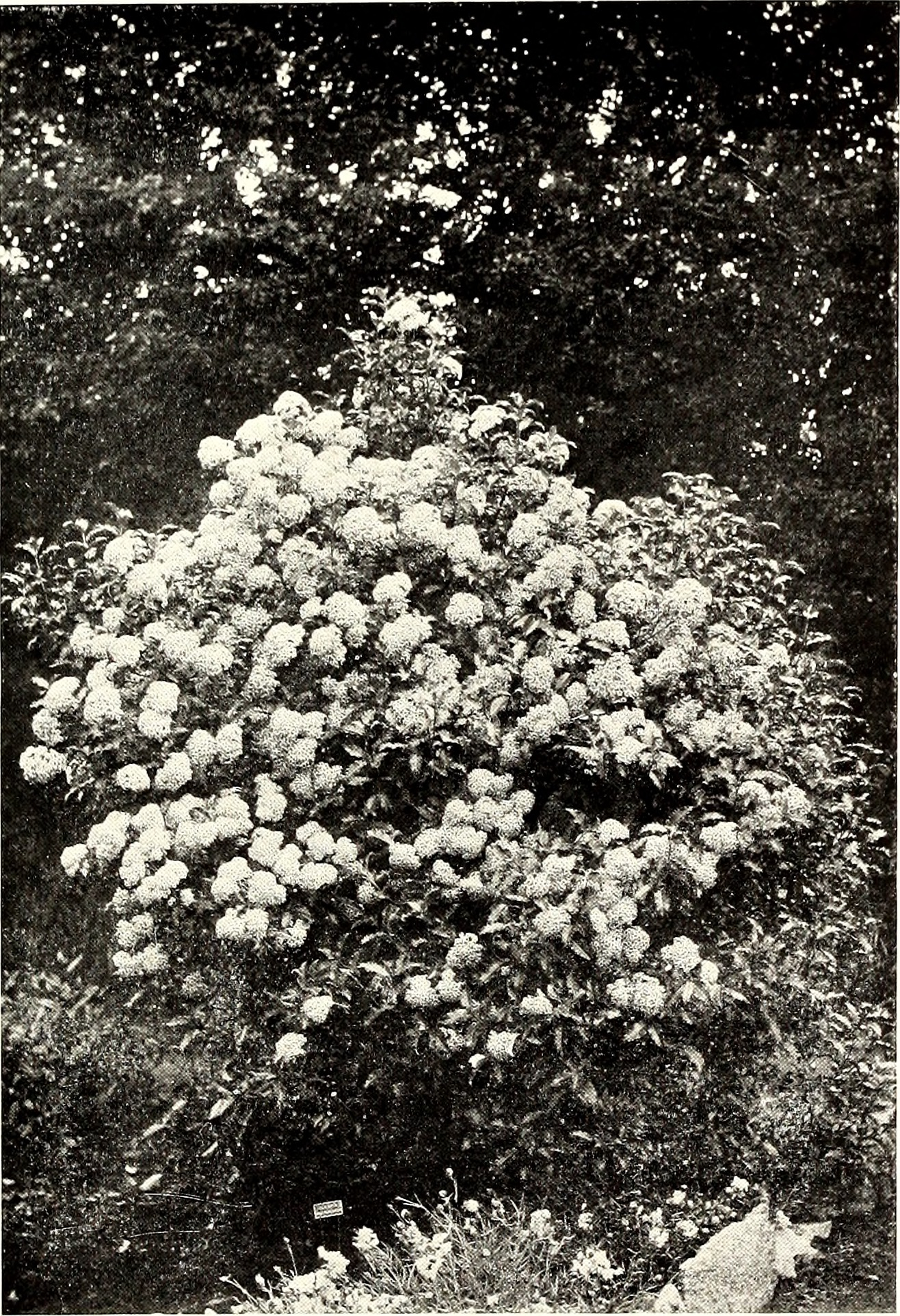
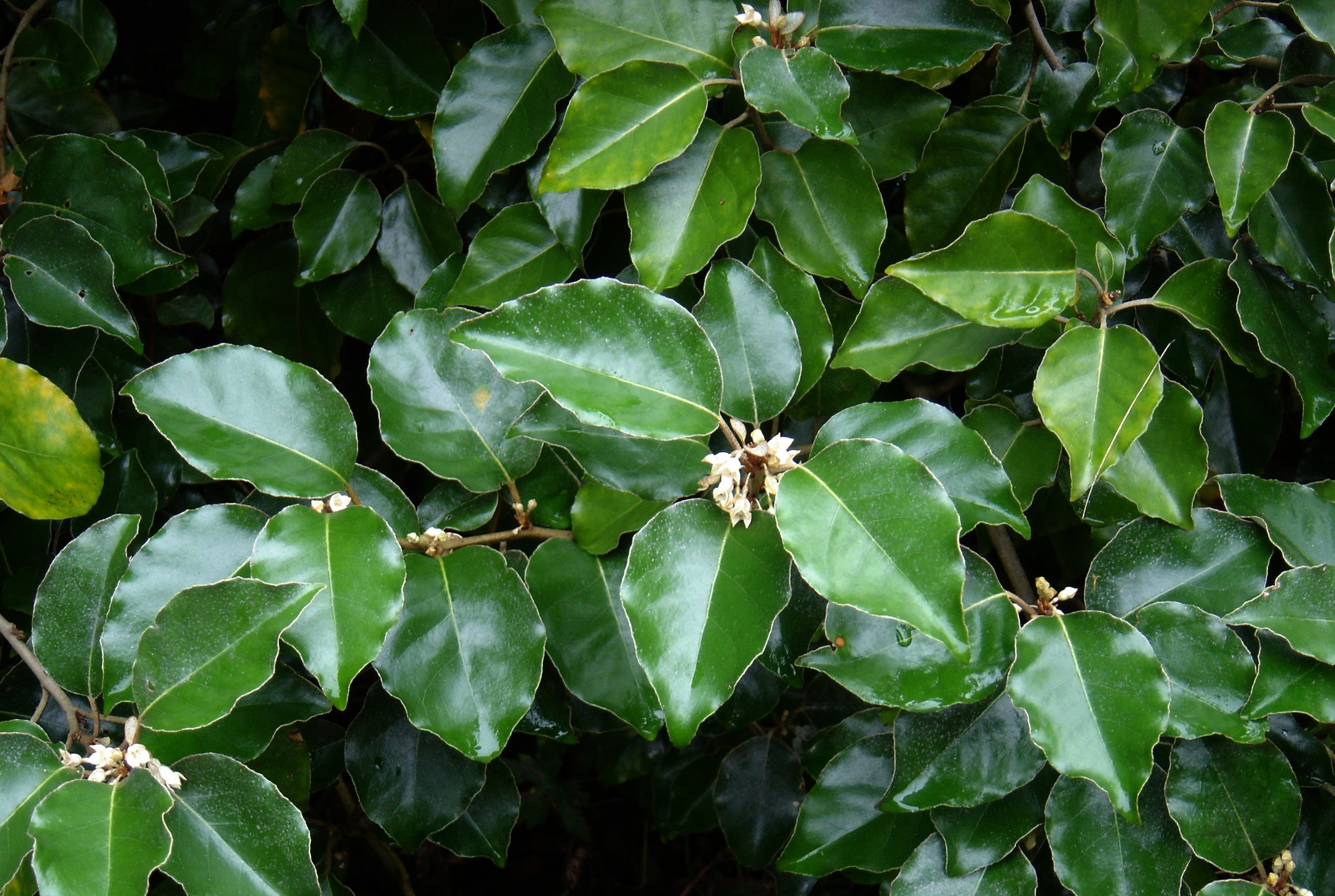